# Physaria
Physaria là chi thực vật có hoa trong họ Cải.